# Protamine sulfate
Protamine sulfate là một loại thuốc được sử dụng để đối kháng với tác dụng của heparin. Thuốc được sử dụng đặc biệt trong các trường hợp như sử dụng quá liều heparin, quá liều heparin trọng lượng phân tử thấp, và để đối kháng với tác dụng của heparin trong khi sinh. Chúng được đưa vào cơ thể bằng cách tiêm vào tĩnh mạch. Các tác dụng có thể được quan sát trong vòng 5 phút sau khi sử dụng thuốc.
Các tác dụng phụ thường gặp có thể kể đến huyết áp thấp, nhịp tim chậm, phản ứng dị ứng và nôn mửa. Phản ứng dị ứng có thể nặng và bao gồm sốc phản vệ. Những người nam giới đã được thắt ống dẫn tinh sẽ có nguy cơ tác dụng phụ lớn hơn. Dù không có bằng chứng về tác hại nếu sử dụng thuốc trong khi mang thai, nhóm đối tượng này vẫn chưa được nghiên cứu kỹ. Protamine hoạt động bằng cách gắn với heparin.
Protamine sulfate đã được chấp thuận cho sử dụng y tế tại Hoa Kỳ vào năm 1969. Nó nằm trong danh sách các thuốc thiết yếu của Tổ chức Y tế Thế giới, tức là nhóm các loại thuốc hiệu quả và an toàn nhất cần thiết trong một hệ thống y tế. Chi phí bán buôn ở các nước đang phát triển là khoảng 2,82 đến 12,20 USD mỗi lọ. Chúng ban đầu được tổng hợp từ tinh trùng cá hồi.